# SOR CN 12
Der SOR CN 12 ist ein Low-Entry-Überlandbus, der von 2004 bis 2022 vom tschechischen Bus-Hersteller SOR Libchavy gebaut wurde.

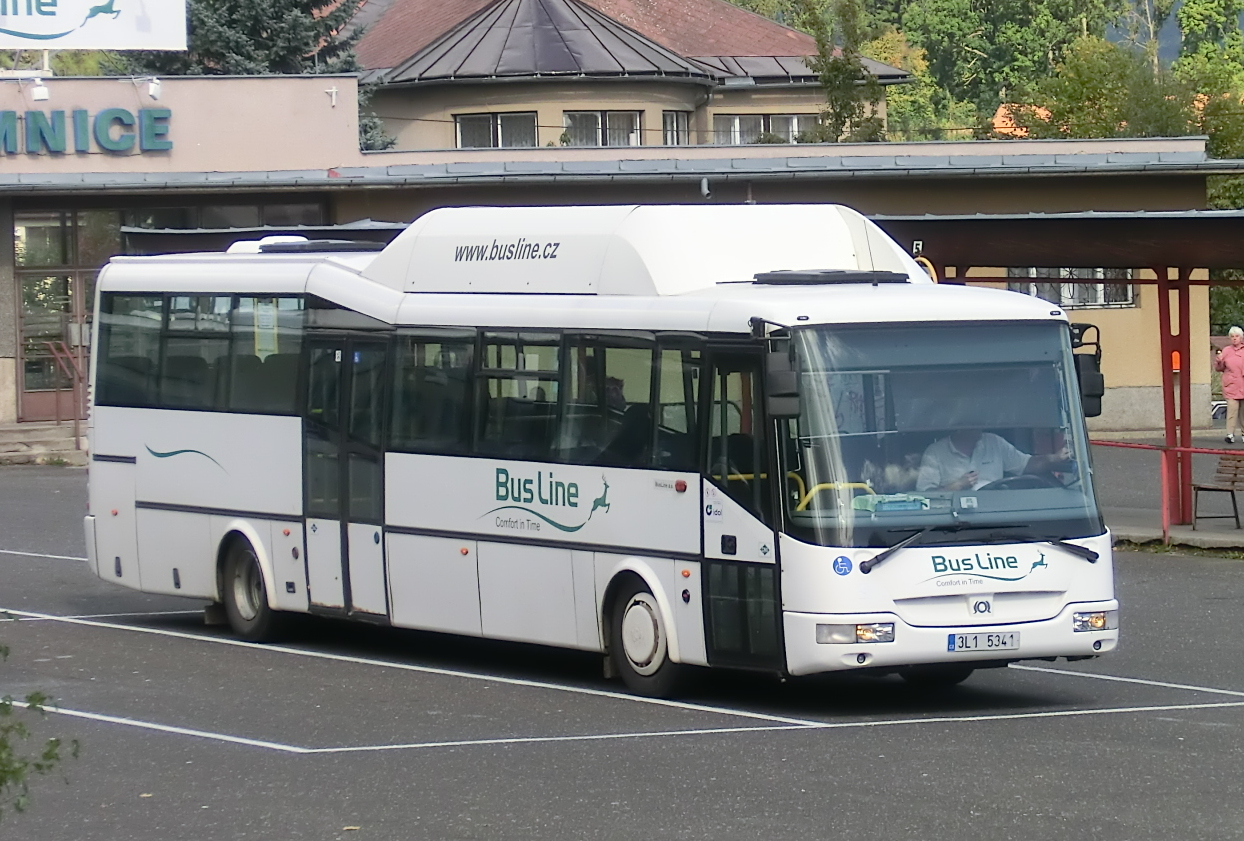
SOR CNG 12 des tschechischen Busunternehmens BusLine in Jilemnici

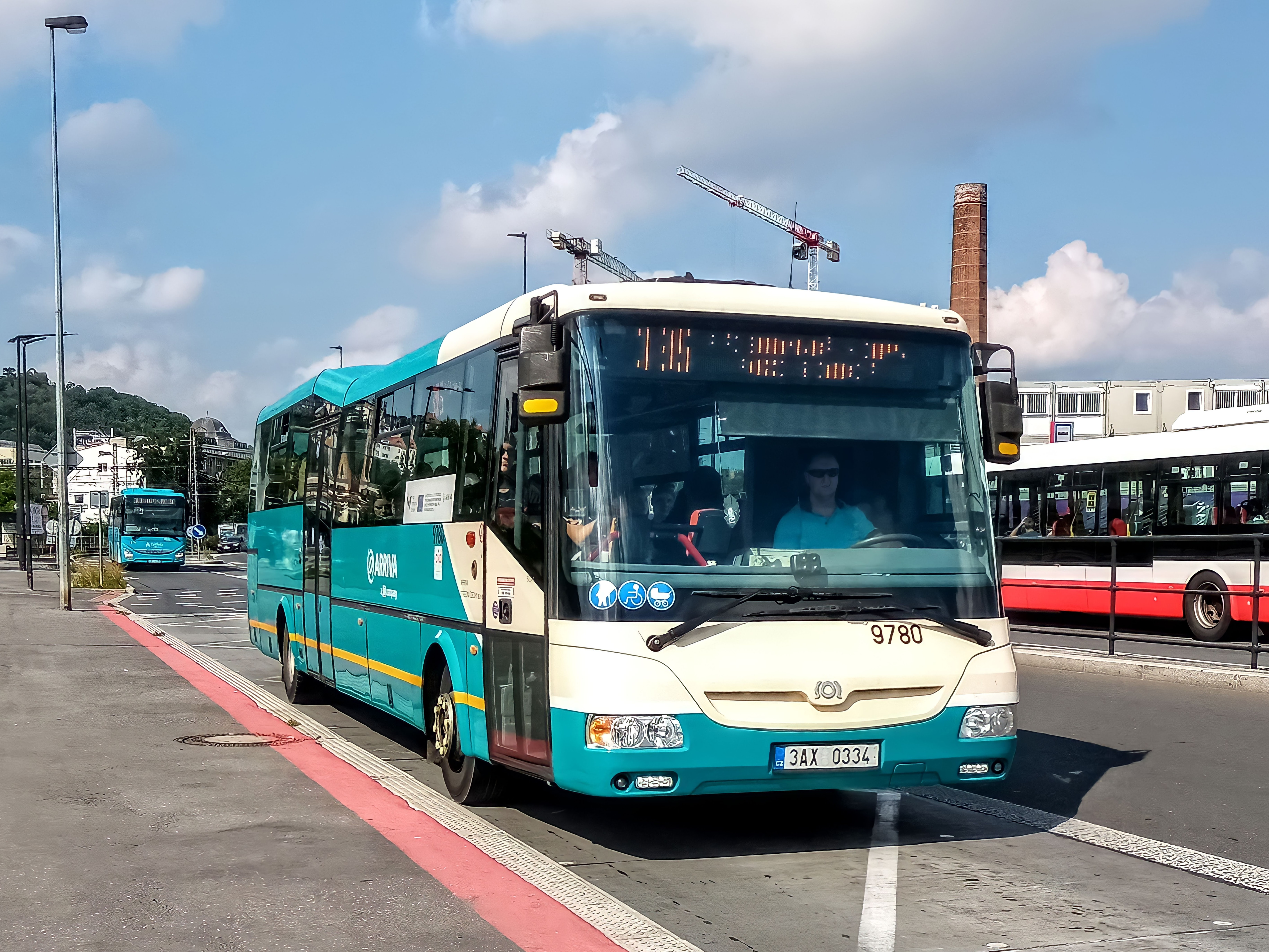
Ein CN 12 der Arriva in Tschechien

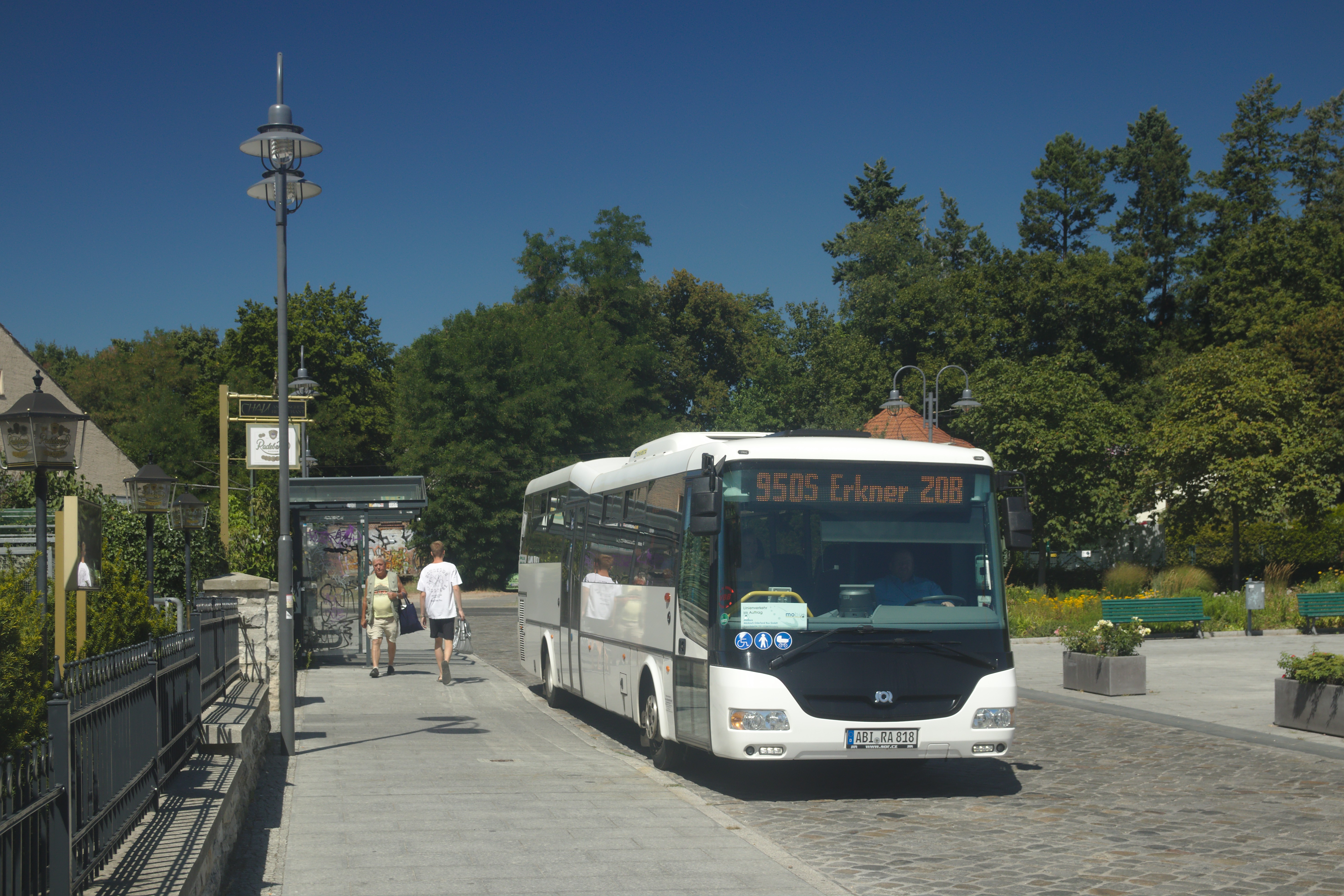
CN 12 der RVA als Subunternehmer in Rüdersdorf bei Berlin

## Konstruktionsmerkmale

### CN 12
Der SOR CN 12 ist ein zweitüriger und zweiachsiger, 12 Meter langer Low-Entry-Überlandbus (LE Ü), der bis zur zweiten Achse niederflurig ist. Motor und Getriebe sind im Heck eingebaut, wodurch der Boden im hinteren Teil des Busses höher liegt. Wegen des dadurch eigenartig aussehenden Dachs wird er im Volksmund auch als Buckel bezeichnet.
Der CN 12 hat einen 295-Liter-Kraftstofftank sowie einen Additivbehälter für 30 Liter AdBlue. Der Motor ist ein Iveco Tector mit der Abgasnorm Euro VI. Er wird von der Fiat Powertrain Technologies (FPT) hergestellt. Die Kraft wird über ein Automatik-Getriebe von Voith übertragen. Die Bremsen des Busses sind von Knorr-Bremse, des Typs SN 6. Die Höchstgeschwindigkeit beträgt 100 km/h. Gebaut wurde diese Variante bis 2014, seitdem wurde der CN 12.3 als Nachfolger produziert.

### CN 12.3
Der von 2014 bis 2022 produzierte SOR CN 12.3 ist eine Weiterentwicklung des CN 12. Die größten Unterschiede sind die neue Länge von 12,290 m, der Achsstand von 6680 mm, das zulässige Gesamtgewicht von 10.000 kg, die Anzahl der Sitzplätze von 45 sowie der Wendekreis von 23,2 m. Ansonsten gibt es keine weiteren, sichtbaren Unterschiede.

### CNG 12/12.3
Zusätzlich zum CN 12 stellte SOR auch den CNG 12 her, was in der Langform Compressed Natural Gas (zu Deutsch Erdgasbus) bedeutet. Er unterscheidet sich vom CN 12 durch den Kasten auf der vorderen Seite des Daches, in dem das Erdgas gespeichert ist. Er ist ebenfalls ein Bus für den Überlandverkehr. Auch die CNG-Variante wurde weiterentwickelt und hieß seitdem SOR CNG 12.3. Die Unterschiede gegenüber dem Vorgänger sind die gleichen wie beim SOR CN 12.3.

## Produktion und Betrieb
Zu Beginn der Produktion wurde dieser Bus unter dem Namen SOR BN 12 zweitürig vermarktet. Die Stadtbusvariante SOR BN 12 entspricht weitgehend dem CN 12, jedoch mit Unterschieden im Innenraum. 2014 wurde der 5000. Bus von SOR hergestellt. Es war ein SOR CN 12, der an die Arriva geliefert wurde. Im Mai 2022 wurde bekannt, dass zum Ende des Jahres die Produktion der CN-, BN- und CNG-Varianten eingestellt werde. Die letzte große Lieferung des CN 12 dürften ca. 90 Busse an das Unternehmen BusLine sein, die nach einer Ausschreibung Überlandverkehr in der Region Pardubice betreiben werden. Die Produktion wurde Ende 2022 eingestellt, sodass der Bus dementsprechend auch nicht mehr auf der Website von SOR angeboten wird. Das Nachfolgemodell ist der SOR ICN 12.

### Tschechien
Da der SOR CN 12 ein tschechischer Bus ist, ist er größtenteils in Tschechien anzutreffen. So ist er bei vielen Überlandusbetrieben im Einsatz, wie zum Beispiel bei Unternehmen der Transdev Group oder der Arriva. Fast alle tschechischen Überlandbusbetriebe besitzen Busse der SOR Libchavy, meistens auch den CN 12.

### Deutschland
Einige deutsche Busunternehmen haben ebenfalls den CN 12. Sie gehören als Einsatzunternehmen zu Vetter Verkehrsbetriebe mit Sitz in Zörbig. Da sich dieses Unternehmen sehr weit erstreckt, sind die SOR CN 12 in den Bundesländern Sachsen-Anhalt, Sachsen und Brandenburg anzutreffen. Dazu gehören Unternehmen wie die ARGE Prignitzbus, die Regionalverkehr Anhalt-Bitterfeld (RVA), die Regionalverkehr Bitterfeld-Wolfen (RVB) oder der Omnibusbetrieb Saalekreis. Bei weiteren Betrieben ist Vetter als Subunternehmen im Einsatz, weshalb der CN 12 auch im Landkreis Märkisch-Oderland im Auftrag der mobus und im Landkreis Potsdam-Mittelmark im Auftrag der Regiobus Potsdam-Mittelmark, verkehrt. Bei einigen Unternehmen der Vetter ist der Anteil der SOR-Busse CN 12 und BN 12 am Fuhrpark fast 100 %. Die Fahrzeuge sind alle weiß lackiert. Weiterhin besitzen die Unternehmen Regionalverkehr Westsachsen, Verkehrsgesellschaft Oberspreewald-Lausitz und weitere kleinere Unternehmen einige CN12.

### Andere Länder
Auch in anderen europäischen Staaten verkehrt der CN 12, so zum Beispiel in Polen, Rumänien, Serbien oder der Slowakei.